# ルチアン・イオン
ルチアン・ニコラエ・イオン（Lucian Nicolae Ion 、1994年3月10日 - ）は、ルーマニア・オトペニ出身のプロサッカー選手。コンコルディア・キアジナ所属。ポジションは、ミッドフィールダー。

## タイトル

### クラブ
CSバロテシュティ
- リーガIII: 2013-14